# ヨアヒム・ラフ
ヨーゼフ・ヨアヒム・ラフ（Joseph Joachim Raff、1822年5月27日 - 1882年6月24日/25日）は、スイスおよびドイツの作曲家、ピアニスト。

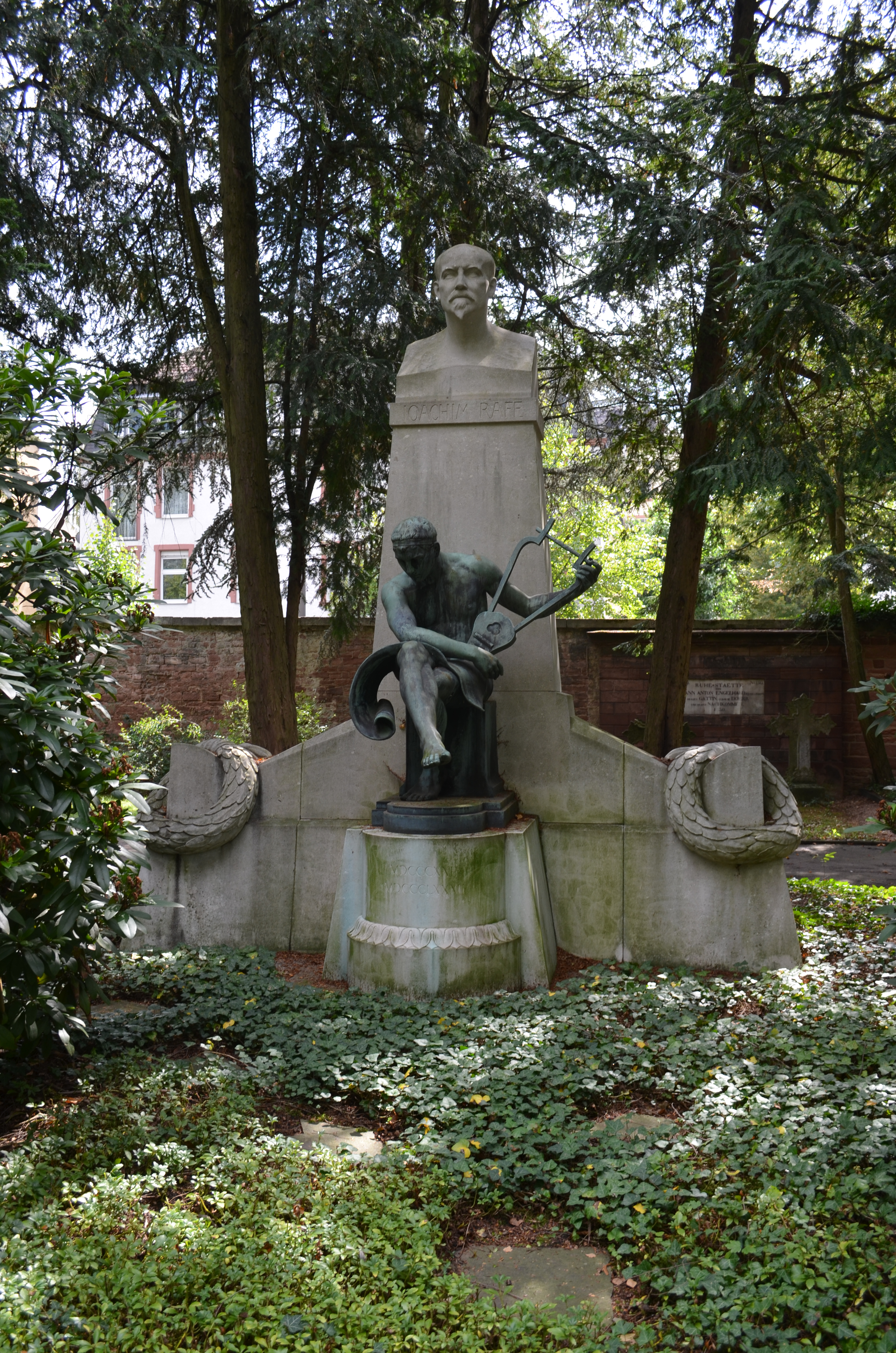
フランクフルトのHauptfreidhofにある墓, Gewann D 298

## 人物・経歴
チューリッヒ湖畔の小さな町ラッヘンで生まれた。学校の教師をしながら、日曜コンサートなどに出演していたが、1845年、バーゼルにやってきたリストのコンサートを聞き、そのままリストの演奏旅行についてドイツへ行く。ドイツではメンデルスゾーンや生涯の友となったハンス・フォン・ビューローらと知り合うが、一時スイスへ戻る。
1849年、ラフはヴァイマルのリストの助手として雇われ、ドイツに移った。リストの少なからぬ作品のオーケストレーションを手がけるなどしてその力量を証明したラフは、1851年にオペラ『アルフレート王』を完成させてヴァイマルで発表する。しかし、この作品は一定の評価を得るも、成功とまではいえない程度だった。1856年にリストの元から独立し、ヴィースバーデンに移ったラフは、1857年にピアノと管弦楽のための『春への頌歌』を完成させ、友人ビューローの独奏によって初演される。これが成功し、作曲家としての足がかりを得た。1859年ヴィースバーデンで結婚。この年発表したヴァイオリンとピアノのための6つの小品の中の『カヴァティーナ』が人気となる。
この翌年、交響曲第1番『祖国に寄す』が完成し、ウィーン楽友協会の主催するコンクールで第1位をとる。ラフ41歳の時のことである。作曲家としてはいささか遅咲きであったが、彼はこの後全部で11曲の交響曲をはじめ、室内楽、オペラと膨大な作品を残した。
1877年にフランクフルトのホッホ音楽院の院長に招かれる。そこで彼はクララ・シューマンを招聘するなど音楽院の水準を著しく向上させたが、そのために作曲の筆はいささか鈍ることとなった。彼の注目すべき作品の多くは1857年からの20年の間に書かれたのである。著名な弟子にはエドワード・マクダウェルやラッザロ・ウツィエッリなどがいる。1882年に同地で死去した。

## 作風
代表作としては交響曲第5番『レノーレ』がまずあげられる。リストやヴォルフなど、ロマン派の作曲家たちにたびたびとりあげられた詩人ゴットフリート・アウグスト・ビュルガーのバラードを交響曲にしたものである。また1873年に書いた『シンフォニエッタ』は、管楽アンサンブルのための小交響曲として書かれ、グノーやリヒャルト・シュトラウスなどに影響を与え、この分野の開拓者としても名を残した。交響曲の第8番から第11番の4部作は春、夏、秋、冬にちなんだ標題が付けられている。
長い間、その全体像を知ることが難しい忘れられた作曲家であったが、再評価の機運も高まり、マルコ・ポーロ、チューダー、cpo、シャンドスなどから交響曲全集がCD化され、室内楽作品のCD化も進んでいる。

## 主要作品

### 交響曲
- 大交響曲 ホ長調 WoO.18（1854年）
- 第1番 ニ長調 作品96 『祖国に寄す』 "An das Vaterland"（1859年 - 1861年）
- 第2番 ハ長調 作品140（1866年）
1866年に作曲され、ザクセン＝コーブルク＝ゴータ公エルンスト2世に献呈された。初演は1867年にヴァイマルにて行われ、2年後にマインツで出版された。その後ゲヴァントハウスにて作曲者の指揮で再演された。
- 第3番 ヘ長調 作品153 『森にて』 "Im Walde"（1869年）
- 第4番 ト短調 作品167（1871年）
第1楽章ではベートーヴェンの交響曲第5番から運命の動機が、第4楽章では交響曲第9番の第4楽章が引用されている。
- 第5番 ホ長調 作品177 『レノーレ』 "Lenore"（1872年）
- 第6番 ニ短調 作品189（1873年）
初演時には『生きる－抗争－戦い－受難－死－再生』 "Gelebt:Gestrebt,Gelitten,Gestritten-Gestorben-Umworben" という標題が与えられていたが、出版時に削除された。
- 第7番 変ロ短調 作品201 『アルプスにて』 "In den Alpen"（1875年）
- 第8番 イ長調 作品205 『春の響き』 "Frühlingsklänge"（1876年）
- 第9番 ホ短調 作品208 『夏に』 "Im Sommer"（1878年）
- 第10番 ヘ短調 作品213 『秋の時に』 "Zur Herbstzeit"（1879年）
- 第11番 イ短調 作品214 『冬』 "Der Winter"（1876年）
未完。作曲者の死後、マックス・エルトマンスデルファーにより補筆完成された。

### 協奏曲
- ヴァイオリン協奏曲 第1番 ロ短調 作品161（1870年 - 1871年）
- ヴァイオリン協奏曲 第2番 イ短調 作品206（1877年）
- ピアノ協奏曲 ハ短調 作品185（1873年）
- チェロ協奏曲 第1番 ニ短調 作品193（1874年）
- チェロ協奏曲 第2番 ト長調 WoO.44（1876年）
- ヴァイオリンと管弦楽のための組曲 作品180（1873年）
- ピアノと管弦楽のための組曲 変ホ長調 作品200（1875年）
- 『愛の妖精』（La Fée d'amour）（ヴァイオリンと管弦楽のための） 作品67（1854年）
- 『春への頌歌』（Ode au Printemps）（ピアノと管弦楽のための） 作品76（1857年）

### 室内楽
- 弦楽四重奏曲 第1番 ニ短調 作品77
- 弦楽四重奏曲 第2番 イ長調 作品90
- 弦楽四重奏曲 第3番 ホ短調 作品136
- 弦楽四重奏曲 第4番 イ短調 作品137
- 弦楽四重奏曲 第5番 ト長調 作品138
- 弦楽四重奏曲 第6番 ハ短調 作品192-1 『古い様式の組曲』
- 弦楽四重奏曲 第7番 ニ長調 作品192-2 『美しい水車小屋の娘』
- 弦楽四重奏曲 第8番 ハ長調 作品192-3 『カノンの形式による組曲』
- ヴァイオリンとピアノのための6つの小品 作品85（1859年）
  - カヴァティーナ 作品85-3

### ピアノ曲
- フーガによるピアノソナタ 変ホ短調 作品14（1844年）
1881年に改訂し、『大ソナタ』と改題。
- 2つの小品 作品157（カヴァティーナ、糸を紡ぐ女）
- 幻想的ソナタ 作品168
- 創作主題による変奏曲 作品179

### 編曲
- J.S.バッハ：無伴奏チェロ組曲（6曲）
- J.S.バッハ：管弦楽組曲第1番、2番、3番
- ベートーヴェン：ロマンス第1番 - オーケストラのパートをピアノに編曲したもの。更に、ヴァイオリンの他チェロ用の編曲もある。
- ベートーヴェン：ロマンス第2番 - 同上。